# Michael T. Read
Michael T. Read (1978.), američki astronom koji radi kao astronom, inženjer i webmaster zvjezdarnice na programu Spacewatchu.
Još kao student projektirao je i konstruirao elektroničke naprave za Spacewatch. Istovremeno je uspio u astronomsko-promatračkom poslu te je 2005. otkrio tri periodična kometa: 344P/Read (Read 1), P/2005 T3 Read (Read 2) i 238P/Read (Read 3). 
Otkrio je i asteroide: 
- (393569) 2003 JC13, apolonski asteroid
- (82155)2001 FZ173, transneptunski objekt
- (434431) 2005 NC7, asteroid koji presijeca Marsovu orbitu
- 2005 SY25, asteroid koji presijeca Marsovu orbitu
- (308607) 2005 WY3, centaur
- 2009 SR143

Kao i većina ostalih otkrića asteroide su sukladno tekućoj praksi kumulativno nazvani, odnosno po programu Spacewatchu.
Njemu u čast nazvan je asteroid 10789 Mikeread.